# Neoscombrops
Neoscombrops is een geslacht van straalvinnige vissen uit de familie van acropomaden (Acropomatidae). Het geslacht is voor het eerst wetenschappelijk beschreven in 1922 door Gilchrist.

## Soorten
- Neoscombrops atlanticus Mochizuki & Sano, 1984
- Neoscombrops cynodon (Regan, 1921)
- Neoscombrops pacificus Mochizuki, 1979